# Campynema
Campynema, monotipski biljni rod iz porodice Campynemataceae. Jedina vrsta je hemikriptofit C. lineare, endem sa zapadnog dijela Tasmanije.